# Paco Nadal
Francisco Nadal Yuste (Murcia, 1960) es un periodista español especializado en viajes y naturaleza.

## Biografía
Es Licenciado en Ciencias Químicas por la Universidad de Murcia, Máster en Periodismo por la Universidad Autónoma de Madrid y Diplomado en Dirección y Guion de Documentales por el Instituto del Cine de Madrid.
Lleva más de dos décadas publicando reportajes de viajes en revistas especializadas como El viajero (El País), Altaïr, Viajar, Lonely Planet, Traveler (Condé Nast), Siete Leguas o Viajes (National Geographic), así como escribiendo guías de viaje para la editorial editorial Aguilar. Realiza una sección semanal de viajes en La ventana, magazine vespertino de la Cadena SER que presenta y dirige Carles Francino.
Dirige y presenta las series documentales Aventurax2, sobre viajes y aventuras, y Viaje a las profundidades, sobre buceo y vida submarina, ambas en canales tanto autonómicos españoles como internacionales. Es autor de El blog de viajes de Paco Nadal (El País), una de las bitácoras de viajes más leídas e influyentes de habla hispana, donde relata sus aventuras.
Colaboró en diversos programas de radio y televisión como Las mañanas (Cuatro), Gente (TVE), Nosolomúsica (Telecinco), El ombligo de la luna (RNE) o Gente viajera (Onda Cero). Presentó, dirigió y escribió guiones para series documentales entre 1997 y 2010 en el canal Viajar, el primero de su temática hecho en España.
Su libro El cuerno del elefante fue el primero que la prestigiosa editorial National Geographic publicaba a un autor en español.
Actualmente está inmerso en proyectos audiovisuales alrededor del mundo y publica asiduamente en su canal de YouTube. Es director de Semana Traveling, un certamen anual especializado en el género documental de viajes que se celebra en España desde 2017. Publica en 1000 sitios que ver fotogalerías y vídeos de los países que ha visitado.

## Publicaciones
A lo largo de su carrera, ha publicado más de una decena de libros entre los que destacan:

### Narrativa
- El cuerno del elefante (National Geographic, 2001)
- Pedro Páramo ya no vive aquí (RBA, 2010)
- Si hoy es jueves, esto es Tombuctú (Aguilar, 2013)

### Guías de viaje
- En Aguilar: El Camino de Santiago a pie (1998), Rutas de fin de semana a pie (2000), Casas rurales para ir con niños (2006), Casas rurales con encanto (2007) y La Via de la Plata a pie y en bicicleta (2008)
- Murcia. Una región en Semana Santa (Lunwerg, 1992)
- Gastronomía de la Región de Murcia (Darana, 1996)
- Mar Menor. La laguna mágica (Darana, 2008)
- 365 lugares de España que no puedes dejar de visitar (Grijalbo, 2011)
- El viaje perfecto (GeoPlaneta, 2018)

## Premios
- 1997 - Premio al mejor libro de cocina de la Academia Española de Gastronomía por Gastronomía de la Región de Murcia
- 1997 - Premio al libro mejor editado del Ministerio de Cultura de España por Gastronomía de la Región de Murcia
- 2009 - Premio Eurostars Hotels de Narrativa de Viajes por Pedro Páramo ya no vive aquí[4]
- 2019 - Mención de honor en la categoría de Best Hosted Video de los Travel Video Awards por Mekong, el río más cinematográfico